# Skinny Puppy
Skinny Puppy fue una banda de industrial canadiense, formada en Vancouver, Columbia Británica en 1982. Inicialmente pensada como un proyecto paralelo experimental de cEvin Key (nacido como Kevin Crompton) mientras estaba en la banda de new wave Images In Vogue, Nivek Ogre (nacido como Kevin Ogilvie) pronto se unió como vocalista y Skinny Puppy evolucionó hacia un proyecto de tiempo completo. 
Durante el transcurso de una docena de álbumes de estudio y muchas giras, Key y Ogre han sido los únicos miembros estables. Otros miembros fueron Dwayne Goettel (1986-1995), Dave Ogilvie, Mark Walk (2003-presente), y un gran número de invitados, incluyendo a Bill Leeb (1985-1986, bajo el pseudónimo de Wilhelm Schroeder), Al Jourgensen (1989), y muchos otros. 
Después del auto-lanzamiento de su primer casete en 1984, Skinny Puppy pronto firmó con el sello Nettwerk de Vancouver ,anclando su primera lista. Desde su EP debut de Nettwerk, Remission en 1984, hasta su álbum de 1992, Last Rights , Skinny Puppy se convirtió en una banda influyente con seguidores de culto dedicados , [5] fusionando elementos de música industrial , funk , noise , new wave , electro e rock y haciendo uso innovador de muestreo. En el transcurso de varias giras por América del Norte y Europa en este período, se hicieron conocidos por presentaciones en vivo y videos teatrales con temas de terror, que llamaron la atención sobre temas como la guerra química y las pruebas con animales .
En 1993, Skinny Puppy dejó Nettwerk y el productor de mucho tiempo Rave, firmó con American Recordings y se mudó a Malibu, California, donde los problemas de drogas y la tensión entre los miembros de la banda plagaron la grabación de su próximo álbum, The Process (1996). Ogre dejó a Skinny Puppy en junio de 1995 y Goettel murió de una sobredosis de heroína dos meses después. Key y Ogre, que ya estaban activos en varios otros proyectos, tomaron caminos separados, reuniéndose para un concierto único de Skinny Puppy en el Festival Doomsday en Dresde, Alemania, en 2000. Reformando a Skinny Puppy en 2003 con el productor Mark Walk, lanzó su noveno álbum, The Greater Wrong of the Right (2004), al que siguió el lanzamiento de los álbumes Mythmaker (2007) y HanDover (2011). En 2013, lanzaron su duodécimo álbum, Weapon, que se inspiró en las acusaciones de que su música había sido utilizada para torturar en el campo de detención de Guantánamo.
El grupo es considerado el fundador del subgénero electro-industrial.

## Discografía

### Álbumes
- Back and Forth (1984)
- Bites (1985)
- Mind: The Perpetual Intercourse (1986)
- Cleanse Fold and Manipulate (1987)
- VIVIsectVI (1988)
- Rabies (1989)
- Too Dark Park (1990)
- Last Rights (1992)
  - Top Heatseekers #10[2]
  - Billboard 200 #193[2]
- The Process (1996)
  - Top Heatseekers #1[2]
  - Billboard 200 #102[2]
- Puppy Gristle (2002)
- The Greater Wrong of the Right (2004)
  - Deutsche Alternative Charts Top 50 Albums #1[3]
  - Top Heatseekers #7[2]
  - Top Independent Albums #9[2]
  - Billboard 200 #176[2]
- Mythmaker (2007)
  - Top Heatseekers #4[2]
  - Top Electronic Albums #5[2]
  - Top Independent Albums #17[2]
  - Billboard 200 #200[2]
- "HandOver" (2011)
- Weapon (2013)

### EP
- Remission (1984)